# 孫恩盧循之亂
孫恩盧循之亂，簡稱孫盧之亂，是東晉末年發生的一次民變事件，爆發於晉安帝隆安三年（399年），結束於晉安帝義熙七年（411年），歷時約十一年。這次民變有五斗米道的背景，但實際起因是人民不滿東晉朝廷的統治，讓領導者可以乘時而起。事件可因領導者而劃分為「孫恩之亂」（399年－402年）及「盧循之亂」（403年－411年），盧循是孫恩的妹夫。兩次起事均曾威脅東晉京師建康（在今江苏省南京市境）。

## 孫恩之亂

### 背景
孫恩是孫秀家族後裔，其家世代信奉五斗米道，孫恩叔父孫泰因拜杜子恭為師學習方術而吸引庶人乃至士族人士信奉，更因而獲當權的會稽王司馬道子任命為官員。隆安二年（398年），王恭叛亂，孫泰以為東晉快要覆亡，故此煽動百姓，招集信眾，並獲很多三吳地區人民響應。事件遭到會稽內史謝輶揭發，孫泰因而遭司馬道子處死。
孫恩及後逃到海上，召集到百多人，於是等待機會復仇。隆安三年（399年），會稽世子司馬元顯下令三吳各郡，公卿以下被轉為蔭客的官奴都移置建康，稱作「樂屬」以補充朝廷兵員。然而此舉卻令各郡士庶都十分不滿。孫恩看準當時人心不穩，於是起兵叛晉。

### 經過

#### 初襲會稽
孫恩先與部眾登陸進攻上虞（今浙江上虞），殺上虞縣令，接著就進攻會稽郡城山陰（今浙江紹興），又殺太守王凝之。由於三吳地區少有戰亂，人們都沒備戰，故此各郡縣的駐軍都望風潰散。吳國內史桓謙、臨海太守司馬崇及義興太守魏隱都棄郡城出逃。而當時會稽、吳郡、吳興、永嘉、義熙、臨海、東陽及新安共八郡都同時有人舉兵響應孫恩，孫恩的部眾就因而暴增至數十萬人。孫恩在會稽自稱征東將軍，強逼人們擔當自己官屬，將他的團體叫做「長生人」，又大行殺戮及四處放火、搶掠。
由於當時三吳地區已成東晉朝廷的命脈，東晉朝廷即命徐州刺史謝琰率軍討伐孫恩，兗州刺史劉牢之亦率軍進攻三吳。謝琰先下義興郡，迎太守魏隱還郡，後又擊敗吳興郡的孫恩部眾，與劉牢之兩軍共進之下，很快就兵臨錢塘江。孫恩初時自以為能乘八郡響應的聲勢拿下建康，但至劉牢之率軍渡過錢塘江時，孫恩就帶著二十萬部眾東走，並乘劉牢之軍隊搶奪部眾留下的人口和貨物時爭取時間逃走，終逃到海島之上。接著孫恩於各郡的餘部都被消滅，朝廷因為擔心孫恩會再來襲，於是留謝琰駐防會稽。

#### 再襲會稽
孫恩於隆安四年（400年）再次進攻，並進軍至離山陰三十五里的邢浦。謝琰雖然一度派劉宣之擊退孫恩，但不久孫恩又再來攻，並擊敗晉軍，終於五月己卯日（7月7日）攻至會稽，謝琰出戰但戰敗，反被帳下督張猛所殺。朝廷對謝琰戰死大為震動，又派了冠軍將軍桓不才、輔國將軍孫無終及寧朔將軍高雅之抵抗孫恩，戰事一直持續到十一月，劉牢之率軍進攻孫恩，逼其再次撤回海島。

#### 北逼京邑
隆安五年（401年）二月，孫恩再度登陸，進攻句章（今浙江寧波市），為劉牢之所敗，又再撤回海上。孫恩於是轉攻北面的海鹽（今浙江海鹽）。晉將劉裕於是到海鹽築城抵抗，並屢次擊敗孫恩。孫恩知道無法取勝，於是改攻滬瀆。吳國內史袁山松於上一年就已修築滬瀆壘（今上海）以抵禦孫恩進攻，但孫恩還是攻下了滬瀆壘，四千人戰死，袁山松亦遇害。
六月甲戌日，孫恩循海道到達丹徒縣（今江蘇鎮江市丹徒區），時已有十多萬兵，千多艘樓船。孫恩臨近的行動震動了建康，朝廷次日就下令建康內外戒嚴，百官入居臺省，城內各軍亦駐守要地，豫州刺史司馬尚之也率軍入衞建康。孫恩在丹徒登陸，卻遭自海鹽追來的劉裕率軍擊敗，更有很多人墮崖遇溺，孫恩亦只得逃返船上。孫恩仍自恃部眾人數多，於是不久就決定重整旗鼓進攻建康。建康民眾知孫恩逼近都十分恐懼，而孫恩原想攻其不備，但樓船因為遇風而要慢行，令到臨近建康時司馬尚之已經入駐建康，劉牢之亦自會稽趕來。孫恩於是不敢繼續前進，反北走郁洲（今江蘇灌雲縣東北），解除了建康的危機。

#### 轉衰至敗
及後劉裕率兵討伐，多次戰鬥後大破孫恩軍，孫恩實力於是由盛轉衰，被逼沿海退走，劉裕亦率軍追擊，於十一月在滬瀆、海鹽再敗孫恩，孫恩人員的損失數以萬計，被逼再次退守海島。元興元年（402年），孫恩再攻臨海郡，臨海太守辛昺擊敗孫恩，孫恩眼見他的部眾已經所餘無幾，為免被晉軍生擒，於是投海自殺，時有數百人隨他一同自殺，孫恩之亂至此結束。

## 盧循之亂

### 背景
盧循本是門閥士族范陽盧氏的子弟，是晉司空從事中郎盧諶的曾孫。不過盧諶及其家人在永嘉之亂後留在北方，其本人更在後趙任官，並在該國末年的戰亂中喪生，故盧循家族並沒有像琅琊王氏等士族般早在東晉建立前已南渡，而是在東晉中葉才南渡。不過於《晉書》等史籍中都未見盧循及盧循父出任官職。
盧循娶了孫恩的妹妹，就在孫恩自殺後，其殘餘部眾就推盧循為主。當時當政的桓玄為安撫經受過三年戰亂的三吳地區，於是任命盧循為永嘉太守。盧循亦接受任命。

### 經過

#### 南佔廣州
盧循雖然已經成為朝廷官員，但其部眾仍舊作亂。元興二年（403年），劉裕於永嘉郡擊敗盧循，並追擊至晉安郡，盧循唯有循海道向南逃走。元興三年（404年），盧循到達南海郡，並登陸進攻，兵向廣州治所番禺（今廣東廣州市）。廣州刺史吳隱之堅守城池百日，於十月壬戌日（11月26日）因盧循夜襲而失陷。盧循入城後焚燒府舍及民居，生擒吳隱之，並自稱平南將軍，攝廣州事。另一方面，盧循又命姊夫徐道覆攻下始興郡。次年（405年），盧循派使者向東晉進貢，當時東晉朝廷才剛剛消滅了桓振領導的桓氏殘餘勢力，無力討伐盧循，於是分別授予盧循和徐道覆廣州刺史及始興相職位。盧循於是獲得了廣州作為其根據地。
義熙五年（409年），劉裕親率軍隊北伐南燕，徐道覆聽聞後就勸盧循乘虛襲擊建康，但盧循拒絕。徐道覆於是親往番禺游說盧循：「到來五嶺之外的原意，哪會是以此為最終目標，並一直傳給子孫呢？就只是因為難以與劉裕為敵而已。現在劉裕駐軍堅固的城池之下，不知何時才回來，我憑著手下這一群思念故土的人，襲擊何無忌、劉毅這些人簡直是易如反掌。不把握這機會而苟求一日安定，朝廷就一直視你為心腹之患；若果劉裕取勝後休兵一會，然後下書徵召你，劉裕就會自駐豫章，派精兵來這，那即使以你的神武，也恐怕擋不住了。今日這個機會一定不可錯失，若果先取建康，破壞了他的根本，劉裕即使南歸也無所作為。你若果不肯，我就只好自率始興兵力直指尋陽（今江西九江市）。」盧循至此雖然不願，但因無法駁倒徐道覆，只好聽從。

#### 攻取江州
徐道覆其實早已命人在南康山砍伐木材以製作船艦，並在始興賤賣，吸引民眾爭相交易，於是令木材大量積聚亦無人懷疑。至義熙六年（410年）循及徐道覆決定起兵時，徐道覆就拿這些囤積的木材去造艦，十日就完成了，於是盧循就率軍進攻長沙郡，擊敗了荊州刺史劉道規派出的軍隊；徐道覆就攻南康、廬陵及豫章三郡，各郡守相都棄郡逃走，徐道覆於是沿贛江北上，進攻尋陽，並自此取道入長江，進攻建康，船隊都很強盛。
江州刺史何無忌知徐道覆率軍北上，就自尋陽率軍抵抗，當時長史鄧潛及參軍殷闡都勸何無忌不要輕易與其決戰，應固守城池以禦徐道覆，但何無忌拒絕。三月壬申日（5月9日），何無忌與徐道覆於豫章作戰，徐道覆置強弩兵於西岸小山射擊何無忌軍，適逢當時吹大西風，何無忌的所乘的小船被吹向東岸，徐道覆於是就以他的大船逼向何無忌的船，終令何無忌軍潰敗，何無忌執節戰死。
早在盧循及徐道覆進攻江州時，朝廷就已經急急徵召仍在南燕都城廣固（今山東青州市西北）的劉裕回朝，當時劉裕已滅南燕，正打算進攻後秦，聞訊後就率軍南歸。而何無忌戰死的消息更是震動朝廷，當時更有人建議帶著晉安帝逃離建康，往劉裕那裏去；只在知道徐道覆並沒有立刻進攻建康才沒有實行。劉裕知何無忌戰死後亦加快速度，至四月癸未日（5月20日）就已返回建康。

#### 東下建康
豫州刺史劉毅在盧循起兵時患病，至此時病癒，於是自姑孰（今安徽當塗縣）率二萬水軍討伐盧循。盧循擊敗劉道規所派軍隊後就兵向荊州治所江陵（今湖北江陵），徐道覆則派人向盧循傳話：「劉毅的士兵很強盛，成敗就看這一戰了，我們應該合力消滅他；若果此戰獲勝，不愁拿不下江陵呀。」盧循因而與徐道覆會合，一同迎擊劉毅。兩軍於桑落洲（今江西九江縣東北江中）大戰，劉毅被擊敗，與數百人向建康撤退留下的大量軍用物資及士兵全被盧循軍接收。
盧循從俘獲的劉毅士兵口中得知劉裕已經返回建康，十分恐懼，於是想退守尋陽並拿下江陵，以荊江二州對抗朝廷；然而徐道覆則想乘勝進攻，兩種建議爭持了數日，盧循才聽從徐道覆的建議。而劉毅戰敗的消息亦再次震動建康，因當時建康守軍才數千人，而盧循卻有十多萬人，更有十二丈高樓船。當時諸葛長民及孟昶就主張與晉安帝移駐江北作躲避，但劉裕堅決反對，認為人心惶惶，朝廷一旦有變動，國家就會土崩瓦解。孟昶堅持不果，自以為朝廷必敗，於是自殺。

#### 建康戰役
五月乙丑日（7月1日），盧循到達秦淮河口，劉裕駐屯石頭城，其餘諸將亦各有屯守。軍力布置完成後，劉裕就觀望盧循軍，並向將佐表示若盧循軍於新亭（今江蘇江寧縣南，石頭城南）直攻建康，那就不能抵擋，需要迴避，且勝負難料；但若果駐泊蔡洲（今江蘇江寧縣西南江中），他們就必然成擒。當時徐道覆就向盧循建議由新亭至白石（今江蘇南京石頭城東北）之間登陸，兵分數道進攻劉裕；然而盧循為得萬全之策，不願立即開戰，反想按兵等待晉室自潰。
劉裕知盧循已停駐蔡洲，而石頭城的士兵都已完成集結，於是用虞丘進的計策，砍伐樹木建立木柵封鎖石頭城及秦淮河口作防守，又修築了越城（今江寧縣南），並建查浦、藥園、廷尉三個堡壘，分兵戍守以防備敵軍。盧循及後伏兵秦淮河口南岸，命老弱兵眾佯攻白石，聲言要率全軍自白石攻建康。劉裕當時親率劉毅及諸葛長民去抵禦進攻白石的軍隊，留沈林子及徐赤特留戍南岸，並命令他們要堅守。盧循及後就焚查浦壘，進軍至張侯橋，徐赤特違命出戰，被盧循預設的伏兵所敗，沈林子於是與劉鍾據守木柵抵禦盧循軍，在得朱齡石救援後終逼退盧循軍。而盧循在此時就自率精兵進攻丹楊郡城。劉裕回軍石頭城時斬殺徐赤特，稍事休息後就出陣秦淮河南岸，盧循當時攻略各縣都掠奪不了物資，自感無力再戰，於是決定退兵尋陽，盡力奪取荊州。七月庚申日（8月25日），盧循率軍退回尋陽。

#### 荊州戰役
當時西蜀王譙縱乘東晉內亂出兵，命譙道福及桓謙率軍進攻荊州，並請得後秦派了前將軍苟林助戰
。當時荊州刺史劉道規派了司馬王鎮之領軍入援建康，但王鎮之在尋陽就被苟林擊敗，盧循因而以苟林為南蠻校尉，並分配兵力給他作支援，命他進攻江陵，並假稱徐道覆已經攻下建康。苟林駐於江陵以南的江津，而桓謙成功招集了二萬個仍支持桓氏的人，駐屯於枝江（今湖北枝江縣），嚴重威脅江陵，而城中士民亦多懷異心，更有人與桓謙通訊，告訴他城內虛實，作為內應。時雍州刺史魯宗之率數千人支援江陵，劉道規命魯宗之守城，自己就率軍進攻桓謙，水陸並進，大敗桓謙並斬殺他。接著劉道規轉攻苟林，苟林兵敗出逃，劉道規派了諮議參軍劉遵追擊，於巴陵（今湖南岳陽）斬殺苟林。
十月，徐道覆率兵三萬進攻江陵，兵至破冢（今湖北江陵東南）。當時魯宗之已返回襄陽（今湖北襄陽），劉道規追召也趕不回來，令江陵人心再次不穩，然而因為劉道規擊敗桓謙後焚毀搜得的江陵通敵書信，人民因他的恩德而沒有離心。劉道規親自率軍於豫章口（今湖北江陵東南）迎擊徐道覆，又命劉遵作為遊軍。劉道規所派的前鋒雖然失利，但主力接戰之時，劉遵所率的遊軍則自側橫擊，於是大破徐道覆，殺萬多人，死傷慘重，徐道覆逃至湓口（今江西九江縣西）。

#### 江州戰役
盧循回尋陽後，江州刺史庾悅以虞丘進為前軀，屢敗盧循兵，並進佔豫章（今江西南昌），斷盧循糧道。而盧循當日自蔡洲撤軍時，留將范崇民率五千人及百多艘高艦據守南陵（今安徽繁昌縣東北），而劉裕亦派王仲德等人追擊，皆為范崇民所阻。十月癸巳日（11月26日），劉裕自建康出兵討伐盧循，王仲德知大軍在後，於是與劉鍾共攻范崇民。十一月，范崇民兵敗逃走。劉裕及後進軍雷池，並於十二月己卯日（411年1月11日）至大雷進逼盧循。次日盧循及徐道覆率數萬人塞江而下，劉裕於是盡出輕艦，率各軍合力進攻，並以勁弩壓逼盧循軍，逼盧循將船艦都泊在西岸，而時駐於西岸的晉軍就向船艦施以火攻，於是大敗盧循，逼其退還尋陽。盧循及後進至豫章，並盡力以木柵阻斷左里（今鄱陽湖口）。十二月丙申日（411年1月28日），劉裕率軍至左里，為木柵守軍所阻，於是下令進攻，盧循兵眾雖然已經奮力作戰，但都不能抵擋劉裕的攻擊，盧循再敗，數萬人陣亡。盧循只得返廣州，並在沿途收集流散的兵眾，又得數千人。徐道覆亦敗歸始興郡。

#### 敗亡交廣
劉裕在盧循撤還尋陽後就大治水軍，並命建威將軍孫處及振武將軍沈田子率兵三千，循海道襲取番禺，並於同年十一月攻下番禺，誅殺其黨眾，沈田子又北上進攻其餘諸郡。而在盧循敗於左里後南歸廣州，劉裕亦派了劉藩及孟懷玉追擊。義熙七年（411年）二月壬午日（3月15日），孟懷玉攻克始興郡，殺徐道覆。盧循於三月回到番禺後圍城試圖奪回番禺，但孫處抵抗了二十多日，待至四月沈田子援軍趕至，盧循戰敗逃走。沈田子又與孫處追擊，先後在蒼梧、鬱林及寧浦三郡擊敗盧循，只因孫處患病才停止追擊，盧循於是投奔交州。
盧循在交州攻陷合浦郡，並攻向交州治所龍編（今越南河內）。盧循雖然遭交州刺史杜慧度率軍擊敗，但仍有三千餘眾，而先前作亂的前九真太守李遜餘部李脫等人亦率五千人歸附盧循，盧循於是再攻龍編，於四月庚子日（6月1日）至龍編南津。杜慧度盡散家財賞賜給士兵，與盧循作戰，並對盧循的船艦擲火具，施以火攻。盧循軍終潰敗，盧循投海自殺，杜慧度撈起盧循屍體並斬首，聯同其父盧嘏及李脫等人共七個首級送呈建康。至此，盧循之亂終結。

## 影響
- 孫恩起兵於三吳地區，除戰爭以外亦有擄掠縱火之事，對當地造成重大破壞。孫恩之亂平定的同一年三吳地區大饑荒，但桓玄仍無力有效撫恤當地人民，竟令當地戶口減半，即使富人亦只得擁著財寶餓死。
- 出身陳郡謝氏的謝琰於孫恩之亂中戰死，其位由劉牢之取代，此後終東晉之世都再無門閥子弟掌有重兵。而門閥於三吳地區的莊園亦多受戰火毀壞，令門閥士族於軍事及經濟上的力量大為削弱。
- 劉裕於孫恩之亂時雖然是劉牢之的下屬，不過已表現出其傑出的軍事才能。桓玄篡位後亦看重劉裕的軍事才能，寄望他助自己平定後秦，不作加害[11]。後劉裕先滅桓楚復晉祚，再滅南燕，後再平定盧循叛亂，聲望已大大提高，亦成日後篡晉立宋的基礎。
- 劉毅向來認為自己不被劉裕比下去[12]，在何無忌戰死後就不願聯合劉裕，自己率軍討伐，終遭盧循與徐道覆合力抗擊而大敗。劉毅此敗後名聲大降，劉裕亦知劉毅異於自己，於是在盧循之亂平定後次年派軍消滅劉毅勢力。